# Saison 2018-2019 de l'Aviron bayonnais rugby pro
Cette page présente la saison 2018-2019 de l'Aviron bayonnais rugby pro en Pro D2.

## Entraîneurs
- Yannick Bru : Responsable du secteur sportif
- Vincent Etcheto : Entraineur des arrières
- Joël Rey : Entraineur des avants
- Eric Artiguste : Consultant
- Jean-Philippe Bonrepaux : Consultant
- Ludovic Loustau : Préparateur physique

## La saison
En battant le CA Brive 21 à 19, l'Aviron bayonnais devient champion de France de Pro D2

## Effectif 2018-2019
| Nom                   | Poste            | Naissance         | Nationalité sportive | Sélections (points marqués) | Dernier club                 | Arrivée au club (année) |
| --------------------- | ---------------- | ----------------- | -------------------- | --------------------------- | ---------------------------- | ----------------------- |
| Aretz Iguiniz         | Pilier           | 3 juin 1983       | France               | -                           | Formé au club                | 2005                    |
| Toma'akino Taufa      | Pilier           | 9 mars 1995       | Tonga                | -                           | Formé au club                | 2016                    |
| Ugo Boniface          | Pilier           | 21 juillet 1998   | France               | -                           | Formé au club                | 2017                    |
| Jon Zabala            | Pilier           | 26 novembre 1996  | Espagne              | -                           | Formé au club                | 2017                    |
| Juan Pablo Orlandi    | Pilier           | 20 juin 1983      | Argentine            |                             | Section paloise              | 2017                    |
| Luc Mousset           | Pilier           | 3 avril 1994      | France               | -                           | Stade rochelais              | 2018                    |
| Mathis Dumain         | Pilier           | 11 avril 1997     | France               | -                           | Formé au club                | 2018                    |
| Grégory Arganese      | Talonneur        | 15 septembre 1982 | France               |                             | Racing 92                    | 2012                    |
| Ramon Ayarza          | Talonneur        | 28 août 1993      | Chili                |                             | ROC La Voulte Valence        | 2015                    |
| Maxime Delonca        | Talonneur        | 29 avril 1988     | France               | -                           | US Dax                       | 2018                    |
| Torsten van Jaarsveld | Talonneur        | 30 juin 1987      | Namibie              |                             | Cheetahs Free State Cheetahs | 2018                    |
| Guillaume Ducat       | Deuxième ligne   | 25 mai 1996       | France               | -                           | Formé au club                | 2015                    |
| Evrard Dion Oulai     | Deuxième ligne   | 22 juin 1993      | Côte d'Ivoire        | -                           | US Carcassonne               | 2016                    |
| Adam Jaulhac          | Deuxième ligne   | 31 janvier 1988   | France               | -                           | Union Bordeaux-Bègles        | 2016                    |
| Antoine Battut        | Troisième ligne  | 1er janvier 1984  | France               | -                           | Montpellier HR               | 2016                    |
| Pieter-Jan van Lill   | Troisième ligne  | 4 décembre 1983   | Namibie              |                             | US Dax                       | 2015                    |
| Arnaud Duputs         | Troisième ligne  | 26 juillet 1995   | France               | -                           | Formé au club                | 2015                    |
| John Beattie          | Troisième ligne  | 21 novembre 1985  | Écosse               |                             | Castres olympique            | 2016                    |
| Makatuki Polutele     | Troisième ligne  | 15 février 1996   | France               | -                           | Olympique de Nouméa          | 2013                    |
| Baptiste Heguy        | Troisième ligne  | 11 mai 1998       | France               | -                           | Formé au club                | 2017                    |
| Abdelatif Boutaty     | Troisième ligne  | 4 juin 1983       | France               | -                           | Stade français               | 2018                    |
| Filimo Taofifenua     | Troisième ligne  | 15 octobre 1993   | France               | -                           | US Dax                       | 2018                    |
| Benjamin Collet       | Troisième ligne  | 11 avril 1989     | France               | -                           | RC Narbonne                  | 2018                    |
| Armandt Koster        | Troisième ligne  | 20 janvier 1990   | Afrique du Sud       | -                           | FC Grenoble                  | 2018                    |
| Tom Darlet            | Troisième ligne  | 6 août 1996       | France               | -                           | Formé au club                | 2018                    |
| Bastien Bergounioux   | Troisième ligne  | 18 juin 1996      | France               | -                           | Formé au club                | 2018                    |
| Guillaume Rouet       | Demi de mêlée    | 13 août 1988      | Espagne              |                             | Formé au club                | 2012                    |
| Emmanuel Saubusse     | Demi de mêlée    | 23 novembre 1989  | France               | -                           | Stade montois                | 2016                    |
| Rémy Chateauraynaud   | Demi de mêlée    | 29 juin 1997      | France               | -                           | Formé au club                | 2017                    |
| Enzo Hardy            | Demi de mêlée    | 4 mai 1998        | France               | -                           | RC Narbonne                  | 2017                    |
| Fabien Nabias         | Demi de mêlée    | 14 janvier 1994   | France               | -                           | SO Chambéry                  | 2018                    |
| Willie du Plessis     | Demi d'ouverture | 5 juin 1990       | Afrique du Sud       | -                           | Montpellier HR               | 2017                    |
| Manuel Ordas          | Demi d'ouverture | 21 février 1998   | France               | -                           | Formé au club                | 2017                    |
| Tristan Tedder        | Demi d'ouverture | 17 avril 1996     | Afrique du Sud       | -                           | Stade Toulousain             | 2018                    |
| Romain Barthélémy     | Demi d'ouverture | 25 janvier 1990   | France               | -                           | SC Albi                      | 2018                    |
| Alexandre Gouaux      | Demi d'ouverture | 15 février 1999   | France               | -                           | Formé au club                | 2018                    |
| Bastien Fuster        | Centre           | 21 janvier 1992   | Espagne              |                             | Formé au club                | 2012                    |
| Peyo Muscarditz       | Centre           | 2 janvier 1996    | France               | -                           | Formé au club                | 2016                    |
| Yan Lestrade          | Centre           | 21 mars 1997      | France               | -                           | Formé au club                | 2017                    |
| Maile Mamao           | Ailier           | 7 janvier 1996    | Tonga                | -                           | Formé au club                | 2015                    |
| Julien Jané           | Ailier           | 12 septembre 1989 | France               | -                           | France VII                   | 2015                    |
| Arthur Duhau          | Ailier           | 9 août 1997       | France               | -                           | Formé au club                | 2017                    |
| Maxime Marty          | Ailier           | 27 février 1998   | France               | -                           | Stade toulousain             | 2018                    |
| Rémy Baget            | Ailier           | 27 juillet 1997   | France               | -                           | Stade toulousain             | 2018                    |
| Guillaume Martocq     | Ailier           | 23 août 1999      | France               | -                           | Formé au club                | 2018                    |
| Martín Bustos Moyano  | Arrière          | 12 juin 1985      | Argentine            |                             | Montpellier HR               | 2013                    |
| Benjamin Thiéry       | Arrière          | 2 juin 1984       | France               |                             | FC Grenoble                  | 2015                    |
| Julien Tisseron       | Ailier           | 12 août 1995      | France               | -                           | Formé au club                | 2015                    |
| Sean Robinson         | Arrière          | 2 novembre 1993   | Afrique du Sud       | -                           | Racing 92                    | 2017                    |
| Metuisela Talebula    | Arrière          | 20 mai 1991       | Fidji                |                             | Union Bordeaux Bègles        | 2018                    |
| Aymeric Luc           | Arrière          | 14 octobre 1997   | France               | -                           | Formé au club                | 2018                    |

## Calendrier[5]
| Date du match     | Domicile            | Extérieur           | Score (bonus) | Lieu du match              | Catégorie             | Classement |
| ----------------- | ------------------- | ------------------- | ------------- | -------------------------- | --------------------- | ---------- |
| 2 août 2018       | Aviron bayonnais    | Soyaux Angoulême XV | 19-26         | Saint-Lary-Soulan          | Amical                | -          |
| 8 août 2018       | Aviron bayonnais    | Section paloise     | 21-14         | Stade Jean-Dauger          | Amical                | -          |
| 18 août 2018      | Aviron bayonnais    | CA Brive            | 30 - 17       | Stade Jean-Dauger          | 1re journée de Pro D2 | 2          |
| 26 août 2018      | Aviron bayonnais    | Stade montois       | 28-28         | Stade Jean-Dauger          | 2e journée de Pro D2  | 6          |
| 31 août 2018      | RC Massy            | Aviron bayonnais    | 12-21         | Stade Jules-Ladoumègue     | 3e journée de Pro D2  | 2          |
| 6 septembre 2018  | US Oyonnax          | Aviron bayonnais    | 18-16 (BD)    | Stade Charles-Mathon       | 4e journée de Pro D2  | 5          |
| 21 septembre 2018 | Aviron bayonnais    | Provence rugby      | (BO) 34 - 19  | Stade Jean-Dauger          | 5e journée de Pro D2  | 2          |
| 27 septembre 2018 | Biarritz olympique  | Aviron bayonnais    | 22-6          | Parc des sports d'Aguiléra | 6e journée de Pro D2  | 8          |
| 5 octobre 2018    | Aviron bayonnais    | USO Nevers          | 26 - 21 (BD)  | Stade Jean-Dauger          | 7e journée de Pro D2  | 3          |
| 12 octobre 2018   | US Carcassonne      | Aviron bayonnais    | 22-10         | Stade Albert-Domec         | 8e journée de Pro D2  | 8          |
| 28 octobre 2018   | Aviron bayonnais    | Soyaux Angoulême XV | (BO) 60 - 9   | Stade Jean-Dauger          | 9e journée de Pro D2  | 5          |
| 4 novembre 2018   | US Montauban        | Aviron bayonnais    | 14 -25        | Stade Sapiac               | 10e journée de Pro D2 | 4          |
| 9 novembre 2018   | Aviron bayonnais    | US bressane         | (BO) 29 - 7   | Stade Jean-Dauger          | 11e journée de Pro D2 | 3          |
| 15 novembre 2018  | AS Béziers          | Aviron bayonnais    | 30-13         | Stade de la Méditerranée   | 12e journée de Pro D2 | 4          |
| 30 novembre 2018  | Aviron bayonnais    | RC Vannes           | 16 - 14 (BD)  | Stade Jean-Dauger          | 13e journée de Pro D2 | 1          |
| 7 décembre 2018   | Colomiers Rugby     | Aviron bayonnais    | 0 -6          | Stade Michel-Bendichou     | 14e journée de Pro D2 | 2          |
| 14 décembre 2018  | Aviron bayonnais    | Stade Aurillacois   | (BO) 45 - 10  | Stade Jean-Dauger          | 15e journée de Pro D2 | 1          |
| 21 décembre 2018  | Provence rugby      | Aviron bayonnais    | 21-16 (BD)    | Stade Maurice-David        | 16e journée de Pro D2 | 2          |
| 11 janvier 2019   | Aviron bayonnais    | US Montauban        | 21-16 (BD)    | Stade Jean-Dauger          | 17e journée de Pro D2 | 1          |
| 17 janvier 2019   | USO Nevers          | Aviron bayonnais    | 23-17         | Stade du Pré Fleuri        | 18e journée de Pro D2 | 3          |
| 24 janvier 2019   | Aviron bayonnais    | US Oyonnax          | 30-25 (BD)    | Stade Jean-Dauger          | 19e journée de Pro D2 | 2          |
| 8 février 2019    | Aviron bayonnais    | US Carcassonne      | (BO) 46-10    | Stade Jean-Dauger          | 20e journée de Pro D2 | 2          |
| 15 février 2019   | US bressane         | Aviron bayonnais    | 15-21         | Stade Marcel-Verchère      | 21e journée de Pro D2 | 1          |
| 21 février 2019   | Aviron bayonnais    | AS Béziers          | 21-15         | Stade Jean-Dauger          | 22e journée de Pro D2 | 1          |
| 1er mars 2019     | Stade aurillacois   | Aviron bayonnais    | 41-27         | Stade Jean-Alric           | 23e journée de Pro D2 | 2          |
| 14 mars 2019      | Stade montois       | Aviron bayonnais    | 17-13 (BD)    | Stade Guy-Boniface         | 24e journée de Pro D2 | 3          |
| 22 mars 2019      | Aviron bayonnais    | Colomiers rugby     | (BO) 29-12    | Stade Jean-Dauger          | 25e journée de Pro D2 | 2          |
| 29 mars 2019      | RC Vannes           | Aviron bayonnais    | 23-18 (BD)    | Stade de la Rabine         | 26e journée de Pro D2 | 3          |
| 4 avril 2019      | Aviron bayonnais    | Biarritz Olympique  | 14-19 (BD)    | Stade Jean-Dauger          | 27e journée de Pro D2 | 3          |
| 12 avril 2019     | Soyaux Angoulême XV | Aviron bayonnais    | 22-18 (BD)    | Stade Chanzy               | 28e journée de Pro D2 | 3          |
| 26 avril 2019     | Aviron bayonnais    | RC Massy            | (BO) 45-15    | Stade Jean-Dauger          | 29e journée de Pro D2 | 3          |
| 5 mai 2019        | CA Brive            | Aviron bayonnais    | 20-18 (BD)    | Stade Amédée-Domenech      | 30e journée de Pro D2 | 3          |
| 11 mai 2019       | Aviron bayonnais    | USO Nevers          | 32-26         | Stade Jean-Dauger          | Barrage de Pro D2     | Qualifié   |
| 18 mai 2019       | US Oyonnax          | Aviron bayonnais    | 34-38         | Stade Charles-Mathon       | Demi-finale de Pro D2 | Qualifié   |
| 26 mai 2019       | CA Brive            | Aviron bayonnais    | 19-21         | Stade du Hameau            | Finale de Pro D2      | Champion   |

### Classement de la saison régulière
| Rang | Club                | J  | V  | N | D  | Bo | Bd | Pm  | Pe  | Diff | Pts |
| ---- | ------------------- | -- | -- | - | -- | -- | -- | --- | --- | ---- | --- |
| 1    | CA Brive (R)        | 30 | 19 | 1 | 10 | 6  | 7  | 816 | 556 | +260 | 91  |
| 2    | Oyonnax Rugby (R)   | 30 | 17 | 1 | 12 | 9  | 8  | 811 | 633 | +178 | 87  |
| 3    | Aviron bayonnais    | 30 | 17 | 1 | 12 | 6  | 7  | 719 | 537 | +182 | 83  |
| 4    | RC Vannes           | 30 | 17 | 1 | 12 | 3  | 7  | 671 | 619 | +52  | 80  |
| 5    | Stade montois       | 30 | 16 | 1 | 13 | 6  | 6  | 681 | 599 | +82  | 78  |
| 6    | USO Nevers          | 30 | 16 | 1 | 13 | 6  | 6  | 653 | 589 | +64  | 78  |
| 7    | Biarritz olympique  | 30 | 15 | 1 | 14 | 5  | 7  | 776 | 638 | +138 | 74  |
| 8    | AS Béziers          | 30 | 17 | 1 | 12 | 1  | 3  | 573 | 602 | -29  | 74  |
| 9    | Soyaux Angoulême XV | 30 | 14 | 1 | 15 | 5  | 5  | 614 | 646 | -32  | 68  |
| 10   | Provence Rugby (P)  | 30 | 15 | 0 | 15 | 3  | 5  | 682 | 730 | -48  | 68  |
| 11   | US Carcassonne      | 30 | 14 | 0 | 16 | 3  | 6  | 629 | 703 | -74  | 65  |
| 12   | US Montauban        | 30 | 13 | 1 | 16 | 3  | 7  | 568 | 678 | -110 | 64  |
| 13   | Colomiers Rugby     | 30 | 13 | 0 | 17 | 3  | 6  | 534 | 594 | -60  | 61  |
| 14   | Stade aurillacois   | 30 | 13 | 0 | 17 | 3  | 6  | 552 | 702 | -150 | 61  |
| 15   | US bressane (P)     | 30 | 13 | 1 | 16 | 4  | 2  | 586 | 777 | -191 | 60  |
| 16   | RC Massy            | 30 | 5  | 1 | 24 | 1  | 6  | 499 | 751 | -252 | 29  |

|  | Qualication pour les demi-finales (no 1, no 2) .          |
|  | Qualification pour les barrages (no 3, no 4, no 5, no 6). |
|  | Relégation en Fédérale 1 (no 15 et no 16).                |
|  | R : relégués 2018 • P : promus 2018                       |

### Tableau final
|  | Barrages                                            | Barrages                                            |                                                        |                                                        | Demi-finales                                                       | Demi-finales                                                       |  |  | Finale                                       | Finale                                       |
|  | Barrages                                            | Barrages                                            |                                                        |                                                        | Demi-finales                                                       | Demi-finales                                                       |  |  | Finale                                       | Finale                                       |
|  |                                                     |                                                     |                                                        |                                                        |                                                                    |                                                                    |  |  |                                              |                                              |
|  | 12 mai 2019 à 14 h 15 au stade de la Rabine, Vannes | 12 mai 2019 à 14 h 15 au stade de la Rabine, Vannes |                                                        |                                                        | 19 mai 2018 à 14 h 15 au stade Amédée-Domenech, Brive-la-Gaillarde | 19 mai 2018 à 14 h 15 au stade Amédée-Domenech, Brive-la-Gaillarde |  |  | 26 mai 2019 à 14 h 0 au stade du Hameau, Pau | 26 mai 2019 à 14 h 0 au stade du Hameau, Pau |
|  | 12 mai 2019 à 14 h 15 au stade de la Rabine, Vannes | 12 mai 2019 à 14 h 15 au stade de la Rabine, Vannes |                                                        |                                                        | 19 mai 2018 à 14 h 15 au stade Amédée-Domenech, Brive-la-Gaillarde | 19 mai 2018 à 14 h 15 au stade Amédée-Domenech, Brive-la-Gaillarde |  |  | 26 mai 2019 à 14 h 0 au stade du Hameau, Pau | 26 mai 2019 à 14 h 0 au stade du Hameau, Pau |
|  | 12 mai 2019 à 14 h 15 au stade de la Rabine, Vannes | 12 mai 2019 à 14 h 15 au stade de la Rabine, Vannes | [1] CA Brive                                           | 40                                                     |                                                                    |                                                                    |  |  | 26 mai 2019 à 14 h 0 au stade du Hameau, Pau | 26 mai 2019 à 14 h 0 au stade du Hameau, Pau |
|  | [4] RC Vannes                                       | 50                                                  | [1] CA Brive                                           | 40                                                     |                                                                    |                                                                    |  |  | 26 mai 2019 à 14 h 0 au stade du Hameau, Pau | 26 mai 2019 à 14 h 0 au stade du Hameau, Pau |
|  | [4] RC Vannes                                       | 50                                                  | [4] RC Vannes                                          | 20                                                     |                                                                    |                                                                    |  |  | 26 mai 2019 à 14 h 0 au stade du Hameau, Pau | 26 mai 2019 à 14 h 0 au stade du Hameau, Pau |
|  | [5] Stade montois                                   | 10                                                  | [4] RC Vannes                                          | 20                                                     |                                                                    |                                                                    |  |  | 26 mai 2019 à 14 h 0 au stade du Hameau, Pau | 26 mai 2019 à 14 h 0 au stade du Hameau, Pau |
|  | [5] Stade montois                                   | 10                                                  | 18 mai 2019 à 18 h 30 au stade Charles-Mathon, Oyonnax | 18 mai 2019 à 18 h 30 au stade Charles-Mathon, Oyonnax | [1] CA Brive                                                       | 19                                                                 |  |  |                                              |                                              |
|  | 11 mai 2019 à 20 h 45 au stade Jean-Dauger, Bayonne |                                                     | 18 mai 2019 à 18 h 30 au stade Charles-Mathon, Oyonnax | 18 mai 2019 à 18 h 30 au stade Charles-Mathon, Oyonnax | [1] CA Brive                                                       | 19                                                                 |  |  |                                              |                                              |
|  |                                                     | [3] Aviron bayonnais                                | 18 mai 2019 à 18 h 30 au stade Charles-Mathon, Oyonnax | 18 mai 2019 à 18 h 30 au stade Charles-Mathon, Oyonnax | 21                                                                 |                                                                    |  |  |                                              |                                              |
|  | [3] Aviron bayonnais                                | [3] Aviron bayonnais                                | 18 mai 2019 à 18 h 30 au stade Charles-Mathon, Oyonnax | 18 mai 2019 à 18 h 30 au stade Charles-Mathon, Oyonnax | 21                                                                 | 32                                                                 |  |  |                                              |                                              |
|  | [3] Aviron bayonnais                                | [3] Aviron bayonnais                                | 38                                                     |                                                        |                                                                    | 32                                                                 |  |  |                                              |                                              |
|  | [6] USO Nevers                                      | [3] Aviron bayonnais                                | 38                                                     | 26                                                     |                                                                    |                                                                    |  |  |                                              |                                              |
|  | [6] USO Nevers                                      | [2] Oyonnax rugby                                   | 34                                                     | 26                                                     |                                                                    |                                                                    |  |  |                                              |                                              |
|  |                                                     | [2] Oyonnax rugby                                   | 34                                                     |                                                        |                                                                    |                                                                    |  |  |                                              |                                              |

## Statistiques

### Championnat de France
Meilleurs réalisateurs
| Rang | Joueur | Poste | Points | Essais | Transf. | Pén. | Drops |
| ---- | ------ | ----- | ------ | ------ | ------- | ---- | ----- |
| 1    | -      | -     | -      | -      | -       | -    | -     |
| 2    | -      | -     | -      | -      | -       | -    | -     |
| 3    | -      | -     | -      | -      | -       | -    | -     |
| 4    | -      | -     | -      | -      | -       | -    | -     |
| 5    | -      | -     | -      | -      | -       | -    | -     |

Meilleurs marqueurs
| Rang | Joueur | Poste | Essais |
| ---- | ------ | ----- | ------ |
| 1    | -      | -     | -      |
| 2    | -      | -     | -      |
| 3    | -      | -     | -      |
| 4    | -      | -     | -      |
| 5    | -      | -     | -      |